# شهرستان گابروو
شهرستان گابروو (به بلغاری: Gabrovo Municipality) یک شهرستان در بلغارستان است که در استان گابرووو واقع شده‌است. شهرستان گابروو ۵۵۵٫۵۷ کیلومتر مربع مساحت و ۶۷٬۵۰۱ نفر جمعیت دارد.

## خواهرخوانده
شهر پانه‌وژیس خواهرخواندهٔ شهرستان گابروو هست.